# Şümrüd
Şümrüd è un comune dell'Azerbaigian situato nel distretto di Astara. Conta una popolazione di 729 abitanti.